# Mk 82
Mk 82(영어: Mark 82)는 미국 마크 80 시리즈의 하나로 무유도 범용폭탄이다. 무게가 227kg(500 파운드)이고 가장 작은 규모이며, 가장 보편적으로 사용하고 있는 항공기 투하 폭탄이다. 주로 트리토날을 화약으로 사용한다. 일부 부품을 교체하여, GBU-12 레이저유도폭탄, GBU-38 JDAM에 사용된다. 미국 의회가 충격 등에 안전한 둔감화약 사용을 요구하여, 새로 마이너 설계중이다.
1991년 걸프전에서 4,500발의 GBU-12, Mk82 폭탄이 이라크에 투하되었다. 2015년 사우디아라비아는 8,000발의 Mk82를 주문했다.
러시아는 무게가 250kg(550 파운드)인 FAB-250 범용폭탄을 사용한다.
위력
최대파편 도달거리는 1.2km에 달하고, 지면 착탄시 형성되는 폭파구는 깊이 3m, 직경 10m에 달한다. 통상 트리토날 87kg이 충전되어 있으며, 이는 전형적인 둔감탄약으로 신관을 제거할 경우 어지간한 화재에도 둔하게 반응한다. 각종 정밀 폭탄의 탄체로 사용되고 그 자체로도 위력이 뛰어나다.

## 같이 보기
- Mk 84

## 대한민국
- 오폭사고

2025년 3월 6일 경기도 포천 승진과학화훈련장에서 실사격 훈련 중이던 대한민국공군 KF-16 전투기 2대가 8발의 MK-82 포탄투하과정에 사격장이 아닌 민가에 투하되는 사고가 발생했다. 관계당국의 발표에 따르면, 민간인 총 15명이 다쳤으며, 군 소유 성당과 주택 5개동, 창고 1개동, 비닐하우스 1개동도 피해를 입었다.
공군관계자의 언론브리핑에 따르면, 조종사의 육안으로 파악하는 시계비행이 아닌 임무 좌표를 장비에 입력하여 폭격하는 훈련이었고, 이 과정에 잘못된 임무표적 좌표를 입력하여 발생한 것으로 추정하고 있다.
1. ↑  “초유의 전투기 오폭 사고…좌표 잘못 입력하고 확인도 안한듯”. 2025년 3월 6일에 확인함.
2. ↑  “민가에 떨어진 'MK-82 폭탄'‥위력은?”. 2025년 3월 7일에 확인함.